# Peter Schlatter
Peter Schlatter (1 de febrero de 1968) es un deportista alemán que compitió en judo. Ganó dos medallas en el Campeonato Europeo de Judo en los años 1995 y 1996.

## Palmarés internacional
| Campeonato Europeo | Campeonato Europeo       | Campeonato Europeo | Campeonato Europeo |
| Año                | Lugar                    | Medalla            | Categoría          |
| ------------------ | ------------------------ | ------------------ | ------------------ |
| 1995               | Birmingham (Reino Unido) | Medalla de oro     | –65 kg             |
| 1996               | La Haya (Países Bajos)   | Medalla de bronce  | –65 kg             |